# Coppa Italia 1998-1999 (hockey in-line)
La Coppa Italia 1998-1999 è stata la 1ª edizione della principale coppa nazionale italiana di hockey in-line. 
Il Milano 24 si è aggiudicato il trofeo per la prima volta nella sua storia sconfiggendo in finale l'Avalanche Bolzano.

## Partite

### Finale
| Squadra 1 | Risultato | Squadra 2         |
| --------- | --------- | ----------------- |
| Milano 24 | 4 - 2     | Avalanche Bolzano |